# Židovi Brčkog
Židovi su nekadašnja etnička i vjerska skupina koja je djelovala u Brčkom, u Bosni i Hercegovini. Sjedište Židovske općine se nalazilo u Brčkom. 

## Povijest
Židovi su se u Brčko doselili iz Bijeljine i Sarajeva. U Brčkom su Sefardi 1850. osnovali židovsku općinu. Sinagoga je na inicijativu rabina Davida Isaka Alkajala podignuta u središtu grada 1881., a groblje 1879. godine. U Brčkom je 1879. godine živjelo 46 Židova; 1885. 135; 1895. 189 Židova. Prema popisu stanovništva iz 1910. na području općine Brčko živi 60 Sefarda i 127 Aškenaza.
Židovsku općinu Brčko 1927. – 1928. godine, predstavljali su: predsjednik Santo S. Alkalay, potpredsjednik Mošo Levi, tajnik Jakob Finci i blagajnik Hajim Salom. Sinagogu je predvodio hazan Leon Juda Kattan. Pored hazana u sinagogi je služio i šamaš Rafael Almozlino. Krajem 1930-tih predsjednik općine je bio Hajim D. Salom. Sefardski haham je bio Natan Levi, a hazan Leon Juda Kattan. Među aktivistima mjesne Židovske omladine bili su braća Centner i Adolf Benau.
Mjesna cionistička organizacija Brčko osnovana je 12. siječnja 1919. godine. Vodili su ju predsjednik Salamon J. Alkalay, potpredsjednik Josip Hubert, tajnik David Levi, blagajnik Leon Juda Kattan, odbornici Hugo Hoffmann i Lezo J. Papo. Volja za ujedinjenjem Aškenaza i Sefarda došla je do jednodušnog izražaja te godine. Tako je na sastanku Saveznog vijeća cionista Jugoslavije Jugoslavije održanom 25, 26. i 27. listopada 1920. u Zagrebu, za člana Saveznog odbora cionista izabran Avram Levy iz Brčkog.
Na inicijativu Omladinskog saveza u Brčkom je 7. ožujka 1925. godine osnovana Omladinska udruga. Udruga je vrlo brzo došla u sukob sa starješinama u namjeri da organizira prosvjedni zbor za stradale žrtve u Palestini.
Prilikom održavanja Vijeća cionista Jugoslavije u Beogradu 1929. godine Bosna je bila slabo zastupljena. Iako je imala pravo na sedam delegata, tu su bila svega dva delegata i to je jedan iz Brčkog i jedan iz Sarajeva. Kao delegat, Brčko je predstavljao Franjo Zentner. Osnivanje povjereništva za KKL (Keren Kajemet Lejisarael) ↓1 u Brčkom održano je 22. listopada 1929. godine u stanu ovdašnjeg povjerenika za KKL Franje Zentnera. Značaj osnivanja ovog povjereništva je u tome da je, zbog nedostatka drugih organizacija, ovo povjerenstvo trebalo vršiti sav cionistički rad u Brčkom. Za pročelnika povjereništva izabran je Emil Glatter, za povjerenice za pražnjenje škrabica Elza Kulber, Florika Levi i Erna Steine, a za povjerenika za templ darove Moric Montiljo. Izabrani su i članovi povjereništva: Bukica Salom, Erna Montiljo, Mento Salom, Josef Kulberg i Kalmi Schonwald.
Židovi Brčkog su bili obrtnici, trgovci i ravnatelji banaka. Poznati su kao izvoznici šljiva, žita (Konfino), jaja i sireva. Istaknuti građani Brčkog su 1914. godine uputili Zemaljskoj vladi u Sarajevu i Zajedničkom ministarstvu financija u Beču, povodom zajma Općinskog vijeća Brčkog u iznosu 1.500.000 kruna u svrhu gradnje klaonice, gradske tržnice, trotoara, kanalizacije, premještanja mosta, vodovoda, otkupa nekih placeva i proširenja bolnice i škole. Među potpisnicama našli su se i znameniti Židovi koji su ovaj dokument potpisali, kao što su Jakob Levi (trgovac), Leze J. Papo (trgovac) i Salomon Wiener (urar).
Gotovo svi Židovi Brčkog ubijeni su od nacističke vlasti u prosincu 1941. godine. Ubijeni su za samo jednu noć, 10. prosinca 1941. godine. Po dva Židova su vezana žicom i odvođeni do Savskog mosta i tu ubijani maljevima i noževima, a potom bacani u Savu. Tako je završilo oko 138 Židova koji su bili starosjedioci u Brčkom. Druga partija od 238 Židova ubijena je 16. prosinca 1941. godine ispred tvornice namještaja "Bosna". To su bili Židovi koji su izbjegli iz Njemačke, Austrije i Čehoslovačke. Oni su bili prije propasti Kraljevine Jugoslavije konfinirani u Brčkom. Konačni broj ubijenih Židova u Brčkom je 404. 
Tadašnji kotarski predstojnik Vječeslav Montani uoči pokolja Židova naredio je da se svi Židovi skupe pred gimnazijom, radi registracije. Kada su se skupili, ustaše su ih vezane vodili prema Savi i tamo pobili. Brčanski Židovi nisu vođeni u logore, već su svi ubijeni u rodnom gradu. Imovina im je potpuno opljačkana od ustaša i Nijemaca. Inicijatori i naredbodavci ovih zločina bili su Vječeslav Montani i ustaški oficir Baljak Venturd.